# آلیو ترائوره
آلیو ترائوره (انگلیسی: Aliou Traoré؛ زادهٔ ۸ ژانویهٔ ۲۰۰۱) بازیکن فوتبال اهل فرانسه است.
وی همچنین در تیم‌های ملی فوتبال France national under-16 football team و زیر ۱۹ سال فرانسه بازی کرده‌است.